# Cyathea perrieriana
Cyathea perrieriana är en ormbunkeart som beskrevs av Carl Frederik Albert Christensen. Cyathea perrieriana ingår i släktet Cyathea och familjen Cyatheaceae. Inga underarter finns listade.